# D'Aumerie

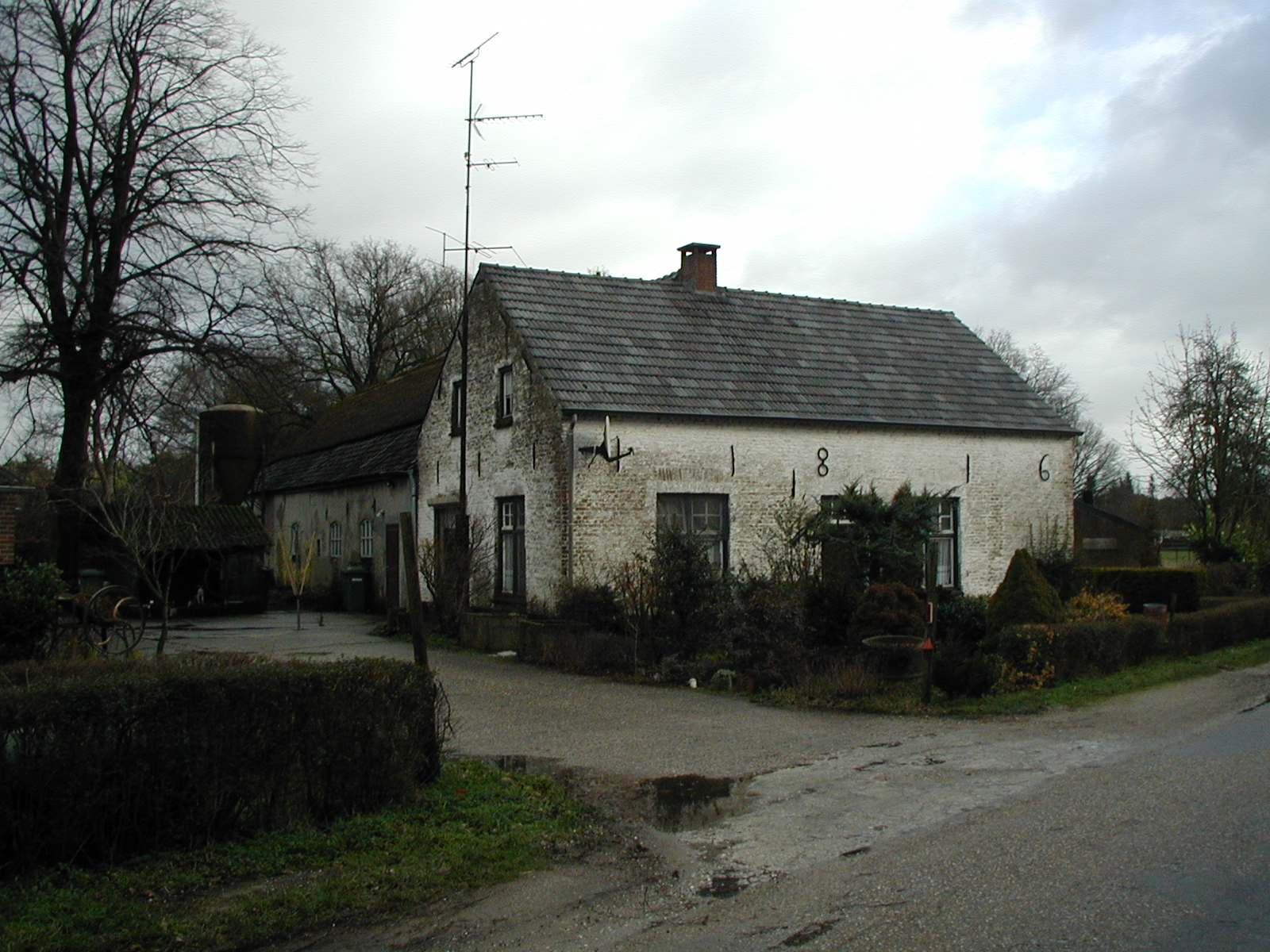
De hoeve Hazeldonk aan de Hazeldonkseweg te Vlierden.

d'Aumerie was een Zuid-Nederlands patriciërsgeslacht, veelal werkzaam als medici, waarvan de wortels liggen in het dorp Lessenbos in de Waalse provincie Henegouwen.
Aldaar werd in 1714 Johan Franciscus d'Aumerie gedoopt, die vanaf 1747 zou werken als medisch directeur in het militair hospitaal te Venlo. Zijn geld belegde hij onder meer in boerderijen en heerlijkheden. Hij huwde met de dochter van de Vlierdense drossaard Gerard de Jong, in welke plaats hij sinds 1755 ook de heerlijke rechten bezat en zich daardoor heer van Vlierden mocht noemen. Zijn buitenechtelijke zoon, die hij kort voor zijn dood wettigde, was Johannes Franciscus d'Aumerie (1779-1856), badarts te Scheveningen. Naar die zoon werd in Den Haag de d'Aumeriestraat genoemd.
D'Aumerie senior werd als medisch directeur in Venlo opgevolgd door Franciscus Josephus Martinus d'Aumerie, die net als zijn vader Antoni Bonaventura d'Aumerie heer van Vlierden was. Deze laatste d'Aumerie die de heerlijkheid Vlierden bezat woonde aanvankelijk op het Guldenhuis te Aarle-Rixtel, en later op de hoeve Hazeldonk te Vlierden. Deze boerderij liet hij in 1816 nieuw optrekken op de fundamenten van de voorganger. Hij was tevens in Vlierden actief in de bosbouw, als arts en als steenbakker. Ook zorgde hij ervoor dat de familie De Maurissens zich te Vlierden vestigde. Hij had enkele wettige kinderen en een buitenechtelijke dochter Ardina (1809-1888), die kinderloos stierf. Wettige nazaten van Johan Franciscus d'Aumerie zouden na 1823 niet meer te Vlierden verblijven.